# Helena Nordheim

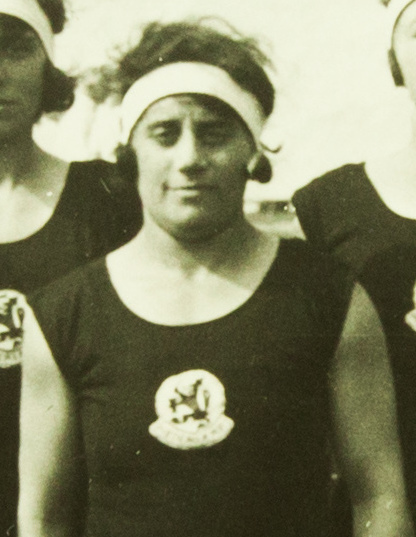
Helena Nordheim (1928)

Helena „Lea“ Nordheim (* 1. August 1903 in Amsterdam; † 2. Juli 1943 im Vernichtungslager Sobibor) war eine niederländische Kunstturnerin.
Bei den Olympischen Spielen 1928 in Amsterdam wurde sie Olympiasiegerin im Mehrkampf mit der niederländischen Mannschaft, zu der außer ihr noch Estella Agsteribbe, Elka de Levie, Anna Polak, Jacoba Stelma, Jacomina van den Berg, Alida van den Bos, Anna van der Vegt, Petronella van Randwijk und Hendrika van Rumt gehörten. Es war der erste Gewinn einer Goldmedaille niederländischer Frauen in der Geschichte der Olympischen Spiele.
Sie war eine von fünf Turnerinnen der Goldriege von 1928, die jüdischer Abstammung waren. Im Juni 1943 wurde sie gemeinsam mit ihrem Ehemann Abraham Kloot und ihrer zehnjährigen Tochter Rebecca im Durchgangslager Westerbork interniert. Von dort wurde die Familie in das Vernichtungslager Sobibór deportiert, wo sie unmittelbar nach der Ankunft am 2. Juli 1943 in der Gaskammer ermordet wurde.
Mit Ausnahme von Elka de Levie wurden auch die übrigen Turnerinnen der Goldriege von 1928, die jüdischer Abstammung waren, von den Nationalsozialisten ermordet: Estella Agsteribbe, Anna Polak und Ersatzturnerin Judikje Simons.